# クリスマス・ファシズム
クリスマス・ファシズムは、「若者はクリスマスを恋人同士で過さないといけない」というイデオロギーのこと。コラムニストの堀井憲一郎がその存在を唱えた概念。
堀井によると、1982年以前は「クリスマスよりお正月が大事だった」が、女性誌『アンアン』で1983年12月23日号に「今年こそ彼のハートをつかまえる!」と題して特集が組まれ、その後、男性誌『ポパイ』の「彼女のプレゼントにこれをあげよう特集」（1988年）を皮切りに、1990年には『ポパイ』「完璧クリスマス準備企画　もうクリスマスは怖くない」、『ホットドッグ・プレス』「必勝！ 2人ですごすイヴ大作戦」等の特集が組まれ、「クリスマスは恋人たちの日である」という思想が全国展開された。堀井は、現代日本ではクリスマスはイベントとしてシステム化された若者向けの収奪機構であり、一連の雑誌記事の動向を「クリスマスは恋人たちの日である」という、若者への強迫観念の流し込みだったと分析している。
森見登美彦の小説『太陽の塔』にこの概念が登場する。